# Свіча (зупинний пункт)
Свіча́ — пасажирський залізничний зупинний пункт Івано-Франківської дирекції Львівської залізниці.
Розташований поблизу села Тяпче, Долинський район, Івано-Франківської області на лінії Стрий — Івано-Франківськ між станціями Долина (9 км) та Болехів (4 км).
Станом на лютий 2019 року щодня три пари дизель-потягів прямують за напрямком Стрий — Івано-Франківськ.